# Consejo de la Federación
El Consejo de la Federación (en ruso: Совет Федерации, romanizado: Sovet Federatsi), conocido extraoficialmente como el Senado (Сенат, Senat), es la cámara alta del parlamento de la Federación de Rusia, la Asamblea Federal. Junto con la Duma Estatal (cámara baja), ejerce las funciones legislativa, presupuestaria y de control, y ejerce el derecho de iniciativa legislativa. Está integrada por 170 representantes de las entidades territoriales del estado ruso, los llamados sujetos federales: uno nombrado por el órgano legislativo y otro por el órgano ejecutivo de cada uno de ellos. Asimismo, pueden ser eliminados de sus cargos por el mismo procedimiento. Los representantes o delegados del Consejo deben ser mayores de 30 años. Los miembros del Consejo de la Federación son inviolables en el ejercicio de sus funciones.

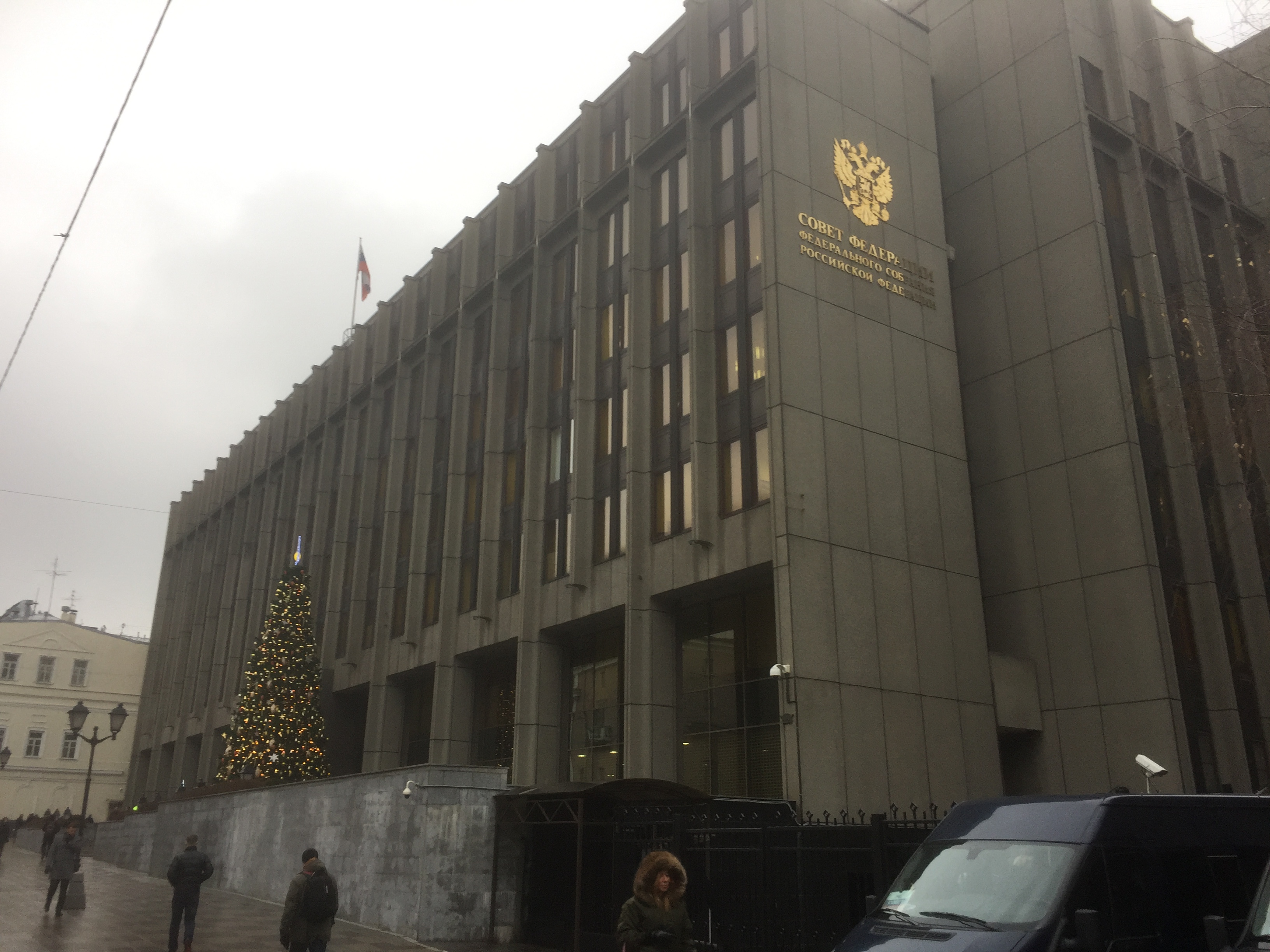
Edificio del Consejo de la Federación en Moscú

El Consejo de la Federación consta de 187 miembros, de los cuales 170 son nombrados por los sujetos federales y 17 son nombrados por el presidente de Rusia. Al no ser elegidos mediante unas elecciones directas, los miembros el Consejo de Federación no se estructuran formalmente en grupos parlamentarios, según los partidos que representan.

## Organización
El Consejo de la Federación se reúne al menos dos veces al mes en pleno, en Moscú, siempre separadamente de la Duma, salvo en ocasiones solemnes como el discurso a la nación del Presidente de Rusia, comparecencias del Tribunal Constitucional, visitas de jefes de Estado extranjeros, etc. El Consejo funciona también en comités temporales y en comisiones parlamentarias permanentes, que pueden ser reorganizadas en cualquier momento, y en cuyo seno se desarrollan las ponencias legislativas y se hace el seguimiento de la agenda política. El funcionamiento, procedimientos y organización del Consejo Federal se rigen por un reglamento interno aprobado por la Cámara.

## Competencias
Las funciones y prerrogativas del Consejo de la Federación están recogidas en la Constitución rusa de 1993, el texto que creó esta forma de bicameralismo en Rusia. Si bien es la función legislativa la que sin duda caracteriza la ubicación constitucional y razón de ser política de la institución, existen también otras funciones, fundamentalmente las de control político (especialmente al poder ejecutivo), que resultan también relevantes en la política rusa. 
De acuerdo con las enmiendas a la Constitución de Rusia de 2020, los miembros del Consejo de la Federación han adquirido el título de senadores, además el número de senadores, designados por el presidente de Rusia, se ha elevado hasta 30, pudiendo 7 de ellos ser senadores vitalicios. Asimismo un presidente de Rusia que acabe sus funciones podría convertirse en senador vitalicio.

### Función legislativa
El Consejo de la Federación se considera una cámara más formal de la Asamblea Federal. Debido a su diseño federalista, así como su derecho de voto estrictamente limitado a las élites provinciales, el Consejo se considera menos volátil a los cambios radicales.
El Consejo se encarga de cooperar con la Duma del Estado para completar y votar los proyectos de ley. El Consejo consideraría obligatoriamente las leyes federales relativas a los presupuestos, las reglamentaciones aduaneras, la supervisión crediticia y la ratificación de tratados internacionales después de que hayan sido adoptadas por la Duma estatal, donde se introduce la mayor parte de la legislación.
Los poderes especiales que se otorgan únicamente al Consejo de la Federación son:
- Aprobación de cambios en las fronteras entre los sujetos de la Federación de Rusia.
- Aprobación de un decreto del presidente de la Federación de Rusia sobre la introducción de la ley marcial.
- Aprobación de un decreto del presidente de la Federación de Rusia sobre la introducción de un estado de emergencia.
- Decidir sobre la posibilidad de utilizar las Fuerzas Armadas de la Federación de Rusia fuera del territorio de la Federación de Rusia.
- Declaración de elecciones del presidente de la Federación de Rusia.
- Acusación del presidente de la Federación de Rusia.
- Aprobar el nombramiento por el presidente de los jueces del Tribunal Constitucional de la Federación de Rusia, del Tribunal Supremo de la Federación de Rusia, del Tribunal Supremo de Arbitraje del gobierno federal de Rusia.
- Aprobar el nombramiento por el presidente del fiscal general de la Federación de Rusia.
- Nombramiento de vicepresidente y la mitad de los auditores de la Cámara de Contabilidad.

Para que las leyes sean aprobadas por el Consejo de la Federación, se requiere el voto de más de la mitad de sus 187 senadores. Al considerar las leyes constitucionales federales, se requieren tres cuartos de los votos del Consejo para su aprobación. Si el Consejo veta una ley aprobada por la Duma del Estado, las dos cámaras tienen el mandato de formar un Comité de Conciliación para formar un documento de compromiso, que nuevamente será sometido a votación por ambas cámaras. El veto del Consejo de la Federación se superaría por mayoría de dos tercios en la Duma.

### Otras competencias
Además del ejercicio del poder legislativo de la Federación, que ejerce conjuntamente con la Duma del Estado, el Consejo Federal tiene atribuido el desempeño de otras varias potestades y facultades constitucionales de relevancia. Fundamentalmente se trata de:
- aprobar cualquier cambio fronterizo interno (entre los sujetos federales);
- aprobar los decretos del Presidente de la Federación que declaren el estado de emergencia o la ley marcial;
- autorizar las misiones exteriores de las fuerzas armadas, sus objetivos y cualquier desplazamiento internacional;
- convocar a elecciones presidenciales;
- recusar al Presidente de la Federación mediante la moción de censura;
- nombrar a los jueces y magistrados del Tribunal Constitucional, el Tribunal Supremo y el Alto Tribunal de Arbitraje de la Federación de Rusia;
- nombrar y cesar al fiscal general de la Federación de Rusia;
- nombrar y cesar al presidente del tribunal federal de cuentas y a la mitad de sus miembros.